# Fitz Roy
För andra betydelser, se Fitz Roy (olika betydelser).
Fitz Roy (även känt som Cerro Chaltén) är ett berg i södra Patagonien på gränsen mellan Chile och Argentina. Trots att berget inte är högre än 3 375 meter anses Fitz Roy vara ett av de mest svårbestigna bergen i världen. Svårigheterna kommer sig bland annat av den ständiga vinden och den porösa bergarten. Berget har tidigare varit mycket otillgängligt, drygt 220 kilometer nordväst om den tidigare utposten El Calafate. I mitten av 1980-talet etablerade emellertid Argentina utposten El Chaltén i området, som en del av det geopolitiska spelet med Chile om gränsdragningarna i regionen. Från El Chaltén når man bergets fot på en halv dags vandring. Berget ingår i Los Glaciares nationalpark på den argentinska sidan, en park sidan som sedan 1981 är med på Unescos världsarvslista.

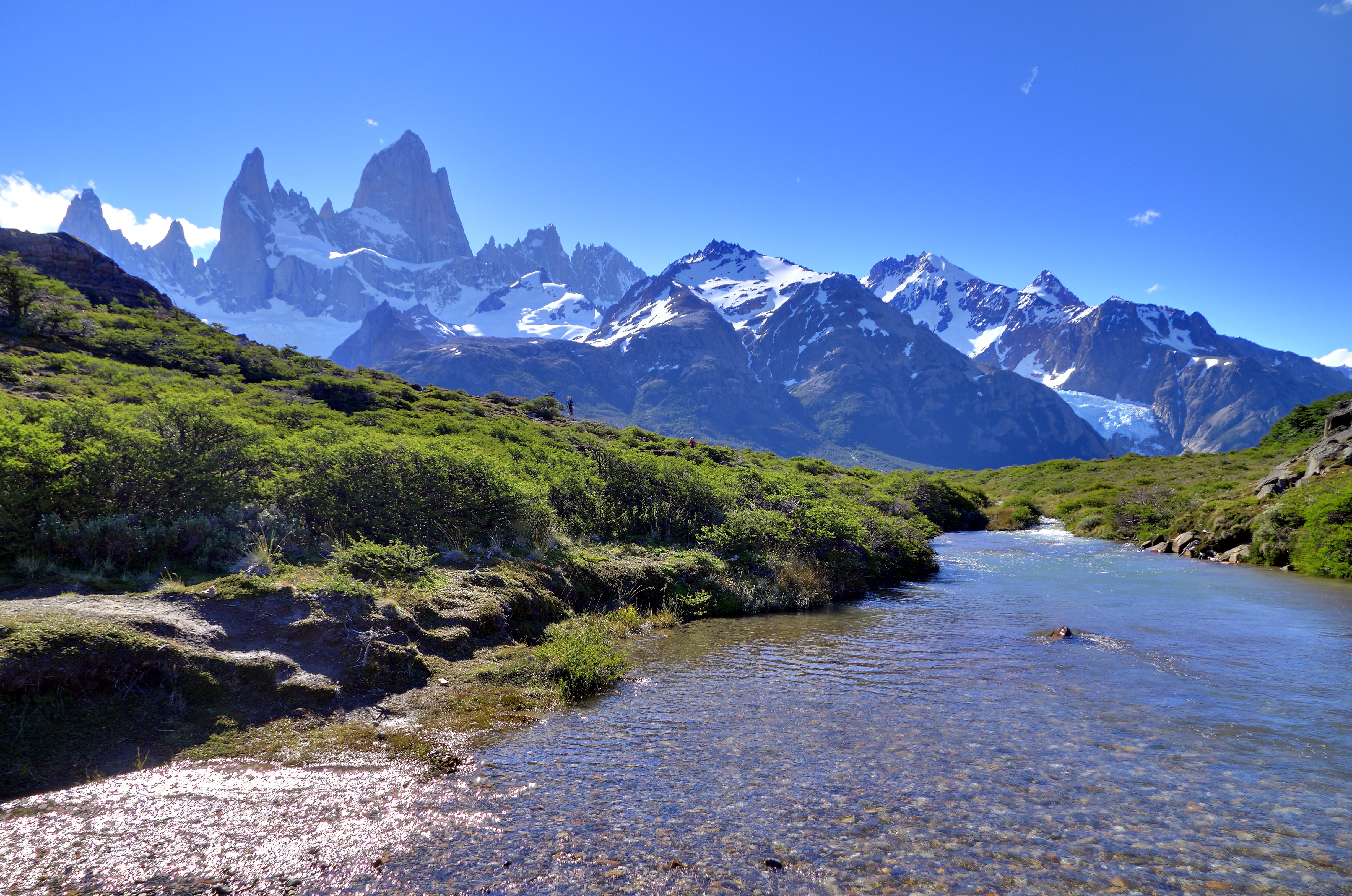
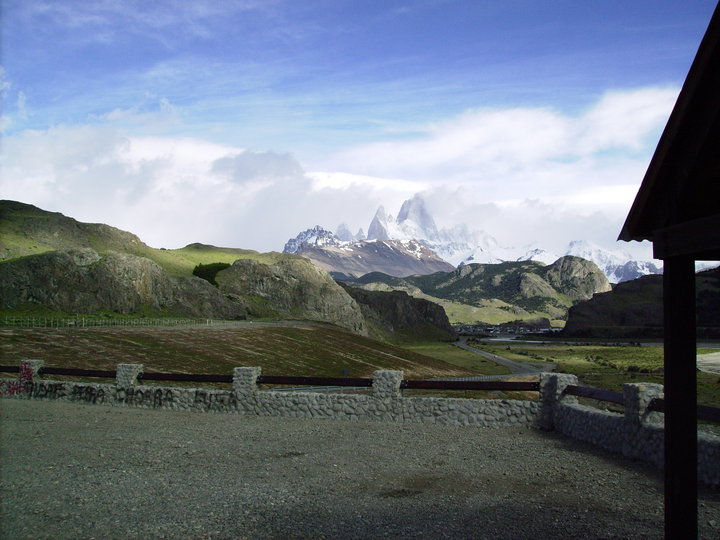
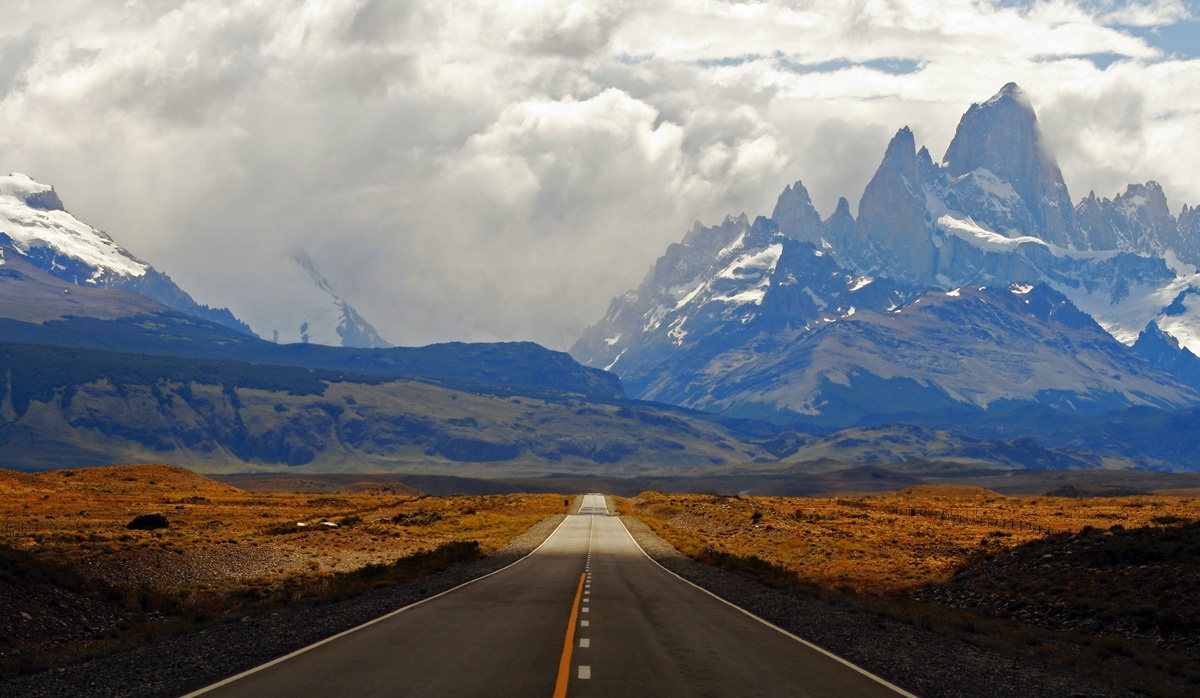
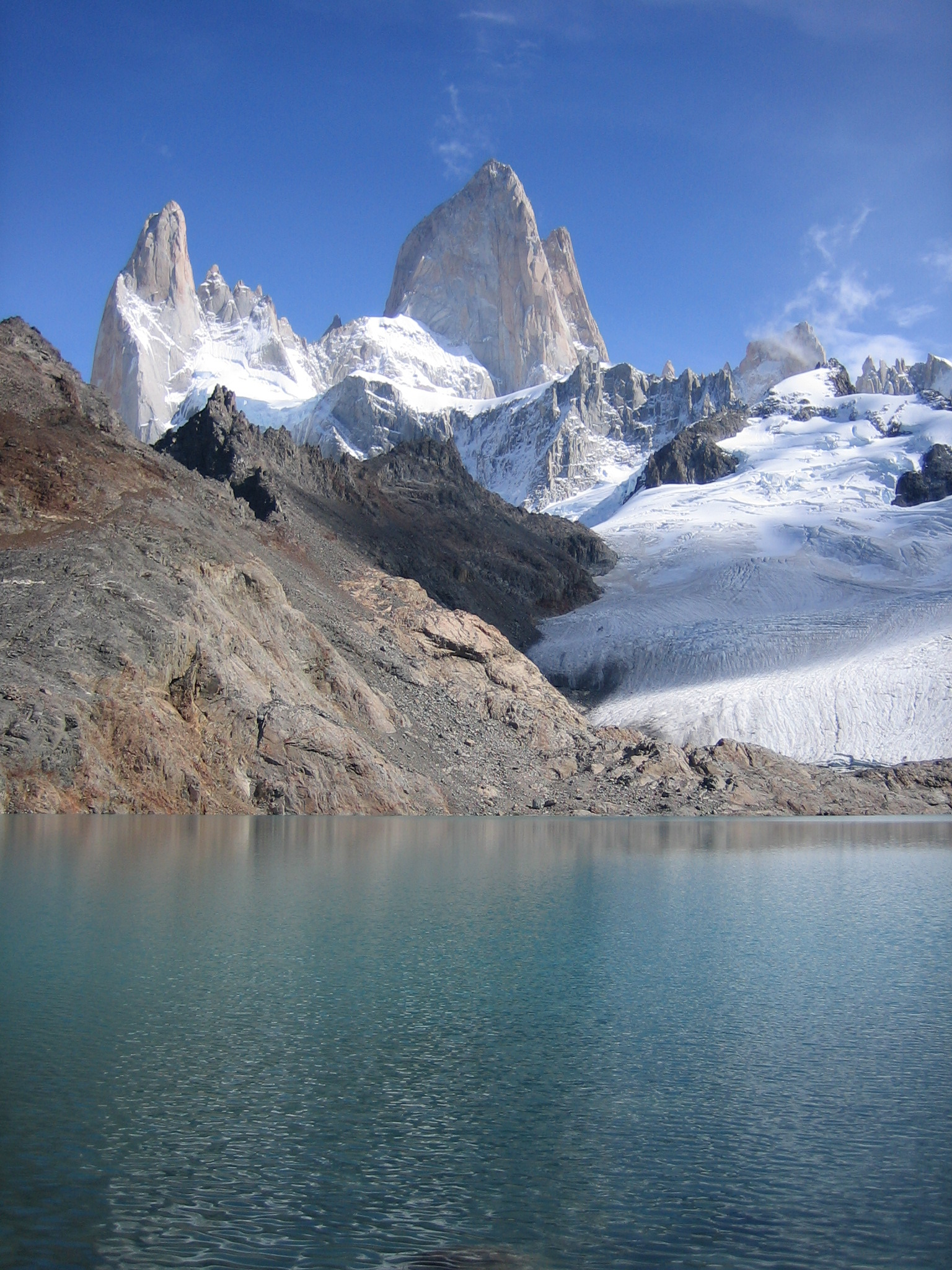